# Metiprilonă
Metiprilona este un medicament hipnotic și sedativ derivat de piperidindionă, și a fost utilizat în tratamentul insomniilor, dar a fost retras din cauza reacțiilor adverse și a eficacității scăzute față de noile medicamente hipnotice, precum benzodiazepinele.